# Neko Hiroshi
Neko Hiroshi, född 8 augusti 1977, är en friidrottare från Kambodja. Han deltog vid olympiska sommarspelen 2016.